# L'habitació del fill
L'habitació del fill (títol original: La stanza del figlio) és una pel·lícula italiana dirigida per Nanni Moretti estrenada el 2001. Va aconseguir la Palma d'Or al Festival de Cannes del 2001. Ha estat doblada al català.

## Argument
Giovanni és un psicoanalista de renom a la ciutat on exerceix, Ancona. Viu una existència tranquil·la i feliç amb la seva dona, Paola, i els seus dos fills, Irene i Andrea.
Porten una vida ordinària, entusiasmant-se per les victòries d'Irene a Basquet, i preocupant-se pel robatori d'un fòssil al col·legi, i pel qual Andrea és acusat.
De cop, tot es capgira. Un diumenge al matí, mentre tots esmorzaven, sona el telèfon, Giovanni despenja, i anuncia al seu fill, Andrea, que no pot anar amb ell a fer jòguing perquè ha d'atendre urgentment un pacient. La música que comença anuncia un drama inevitable. En efecte, Andrea, que ja no pot anar a córrer amb el seu pare, marxa a fer immersió submarina, de la qual no tornarà. La cèl·lula familiar es troba privada d'un dels seus membres, i tot s'esfondra. Cada membre es troba aïllat en el seu propi dolor, la unitat familiar està trencada. La mort d'un membre de la família comporta amb ella la mort de la vida de família. Giovanni es troba reclòs en la seva culpabilitat, ja que si no s'hagués precipitat per reunir-se amb el seu pacient un diumenge, Andrea i ell haurien anat a córrer junts. Mentre que el relat s'estanca en aquest sofriment, un element exterior ve a fer-lo progressar. Apareix l'última amiga d'Andrea.

## Repartiment
- Nanni Moretti: Giovanni
- Laura Morante: Paola
- Jasmine Trinca: Irene
- Giuseppe Sanfelice: Andrea
- Stefano Accorsi: Tommaso

## Premis i nominacions
Va aconseguir la Palma d'Or l'any 2001

### Nominacions
- César a la millor pel·lícula estrangera